# 橋本壽正
橋本 壽正（はしもと としまさ、1950年11月25日 - 2008年5月16日）は、日本中央競馬会 (JRA) 栗東トレーニングセンターに所属していた調教師。京都府京都市出身。父は元調教師の橋本正晴。

## 略歴
1973年に橋本正晴厩舎の厩務員として競馬サークルに入り、翌1974年に同厩舎の調教助手になる。1986年に調教師免許を取得し、翌1987年に厩舎を開業。初出走は同年10月3日阪神競馬第4競走のトウジンケイアイで8着。初勝利は翌1988年7月31日の小倉競馬第1競走のスズノムテキで、のべ46頭目であった。1991年の愛知杯をヤマニンシアトルで制して重賞初勝利。
2008年5月16日に病気のため死去。57歳没 。
これにともない、管理馬は暫定的に中村均厩舎へ、のちに村山明厩舎へ移籍となった。
調教師戦績は4,036戦281勝。そのうち重賞勝利は5勝、障害競走は76戦4勝。GI競走は未勝利であった。

## おもな管理馬
- ヤマニンシアトル（1991年 愛知杯）
- スーパープレイ（1995年 札幌記念）
- マコトライデン（1998年 シリウスステークス）
- スリーオペレーター（2007年 阪神スプリングジャンプ）
- ダンツキッスイ（2008年 アーリントンカップ）